# Famille de Moreuil-Soissons
La famille de Moreuil-Soissons ou de Soissons de Moreuil est une ancienne famille noble de Picardie dont une partie des possessions était située dans le Santerre où se trouvait la seigneurie de Moreuil. Les premiers membres sont mentionnés au XIe siècle.
Cette ancienne famille de noblesse d'épée donna des chambellans aux ducs de Bourgogne et des conseillers aux rois de France Louis XI et Charles VIII.

## Historique
(août 2024).
La famille de Moreuil nous est connue avec certitude depuis le XIIe siècle cependant, il est vraisemblable qu'elle est antérieure à cette époque. 
Bernard Ier de Moreuil fonda, en 1119, le prieuré Saint-Vaast de Moreuil qui devint par la suite l'abbaye Saint-Vaast de Moreuil. La famille de Moreuil donna un plusieurs maréchaux au royaume de France. Bernard III de Moreuil devint maréchal de France au XIIe siècle ; Bernard V de Moreuil, la devint au XIIIe siècle. Ilépousa en 1275, Yolande de Nesle-Soissons, vicomtesse de Soissons. Bernard VI de Moreuil le fut au XIVe siècle.
En outre, Bernard IV de Moreuil, participa à la quatrième croisade et à la prise de Constantinople, par les croisés en 1202-1204. C'est Rogues de Moreuil dit « de Soissons », son fils qui devint chef de la maison de Soissons.
La famille s'éteignit en 1695, par le mariage de Louise Françoise de Moreuil avec Jean Noël de Barbezières, comte de Chemerault, lieutenant général des armées du roi.

## Personnalités
Le premier membre connu de cette famille est
- Vuillaume de Soissons, était seigneur de Moreuil, il portait les armes des comtes de Soissons ? Il aurait vécu au XIe siècle.
- Bernard Ier de Moreuil ou Bernard II de Moreuil[1], mort après 1127, seigneur de Moreuil, fondateur, en 1119 du prieuré Saint-Vaast de Moreuil[2].
- Bernard III de Moreuil, mort après 1170, seigneur de Moreuil et de Brienne, Maréchal de France, épousa Marie d'Enghien
- Bernard IV de Moreuil, seigneur de Moreuil, du Quesnel, Neufville et Brienne. Il épousa en 1223, Marie de Châtillon-Saint-Pol, fille de Guy III, comte de Saint-Pol. Il participa à la quatrième croisade (Constantinople, 1202-1204). Il acheta à Jean de Chaumont une terre et y fonda le village de La Neuville-Sire-Bernard.
- Bernard V de Moreuil, seigneur de Moreuil et de Brienne, Maréchal de France, épousa en 1275, Yolande de Nesle-Soissons, vicomtesse de Soissons, dame de Cœuvres, fille de Raoul de Nesle, issu de Raoul Ier comte de Soissons.
- Bernard VI de Moreuil (alias Bertrand) dit « Le Jeune », seigneur de Moreuil et de Cœuvres, maréchal de France en 1346, grand queux de France. Il épousa en 1320 Mahaut de Clermont-Nesle, dame d’Offémont, fille de Gui Ier de Clermont dit « de Nesle », seigneur de Breteuil et d’Offémont, Maréchal de France et de Marguerite de Thourotte, dame d’Offémont.
- Thibaut de Moreuil, son frère, mourut en 1346 à la Bataille de Crécy, seigneur du Colombier. Il épousa en secondes noces, Idoine de L’Isle-Adam, veuve d Eustache de Ribemont, gouverneur de Lille en 1352 puis de Douai en 1357.
- Rogues de Moreuil dit « de Soissons », fils de Bernard VI, seigneur de Moreuil et de Cœuvres. Il devient chef de la maison de Soissons, par le consentement de Marguerite, comtesse de Soissons. Il épouse Ade de Montigny.
- Jeanne de Soissons-Moreuil dite « l’Aînée », sœur du précédent, épousa vers 1357, Jean de Mailly, fils de Jean III de Mailly dit « Maillet » et de Jeanne de Picquigny.
- Jeanne de Moreuil-Soissons dite « la Jeune », sœur de la précédente, épousa vers 1345,  Gilles V de Mailly dit « Gillon », chevalier, seigneur de Mailly et Friencourt, fils de Gilles IV de Mailly et de Marguerite de Friencourt, dame d’Offémont
- Marguerite de Moreuil, sœur de la précédente, dame de Moreuil. Elle épousa en 1357 Jacques Ier de Croÿ, seigneur de Croÿ et d’Araines.
- Thibaut de Soissons, mort le 28 avril 1434, fils de Rogues de Moreuil et Ade de Montigny, il fut chevalier, vicomte de Cœuvres-en-Valois, seigneur de Moreuil, du Mont-Notre-Dame en Tardenois, chambellan du roi Charles VI, capitaine et gouverneur de Soissons, commis au gouvernement de Boulogne et de Picardie, fait prisonnier en 1418 au siège de Rouen par le roi d'Angleterre, Henri V. Il épousa vers 1400,  Marguerite Tyrel de Poix, dame de Poix, d’Arcy-Sainte-Restitue, de Regnière-Écluse, etc.
- Raoul de Soissons, leur fils, seigneur de Cœuvres et d’Arcy, épousa Jeanne de Hangest ;
- Waleran de Soissons, son frère, mort en 1464, seigneur de Moreuil, Poix, bailli d’Amiens, gouverneur de Chauny, chambellan du duc de Bourgogne. Il épousa en 1425, Marguerite de Roye ;
- Jeanne de Moreuil, sa sœur, épousa Gérard d'Athies, seigneur de Moyencourt
- Bernard de Soissons, son frère, vicomte du Mont-Notre-Dame, seigneur de Cœuvres et de Lesdins. Sa fille, Jeanne de Soissons-Moreuil, vicomtesse du Mont-Notre-Dame, dame de Fontaine-Notre-Dame, Framicourt, Lesdins, etc. épousa Jean Ier d’Aumale.
- Péronne de Soissons, sa sœur, dame de Regnière-Écluse, épousa Gilles IV de Soyécourt[3].
- Alix de Soissons, sœur de la précédente, épousa en 1415, Bonaventure de Rennel, chevalier, seigneur de Beaulieu, capitaine de 50 hommes d’armes.
- Jean Ier de Soissons, fils de Waleran de Soissons et de Marguerite de Roye ; seigneur de Moreuil, prince de Poix, bailli de Troyes, chambellan des Rois Louis XI et Charles VIII. Il épouse en 1441, Jeanne de Craon.
- Jean II de Soissons, fils des précédents, seigneur de Moreuil, Poix et Mareuil, bailli du Vermandois. Il épouse en premières noces en 1479, Barbe de Châtillon, dame de Beauval, fille de Waléran de Châtillon et de Jeanne de Saveuse et en secondes noces, le 13 novembre 1509, Marie de Bournel. Du premier mariage, est issu une fille, Jossine de Soissons-Moreuil, qui suit ; du second, une autre fille, Jacqueline.
- Jossine de Soissons Moreuil , dame de Moreuil, Poix, etc., épouse en 1497 Jean VII de Créquy, seigneur de Pont-Rémy, Fressin, Canaples, à qui elle apporte les biens de la Maison de Soissons Moreuil [4].
- Artus, bâtard de Moreuil dit « Le Grand Capitaine » , fils naturel de Waleran de Soissons (supra) et de sa maîtresse, Jeannette de La Forge, légitimé en mai 1496, continue le nom de Moreuil. Il est seigneur de Fresnoy, gouverneur de Thérouanne en 1517, capitaine de 100 hommes d’armes et de 400 hommes de pied, gouverneur du Crotoy, Rue et Saint-Valéry. Il épouse Catherine du Bois, dame de Tincques, Caumesnil, Béthencourt, fille de Jean, seigneur du Bois, et de Guye de Brimeu de Meghem [5].
- Jacques de Moreuil, fils des précédents, chevalier, seigneur de Fresnoy, Tincques, Caumesnil, etc. gentilhomme de la Chambre du Roi. Il épouse Louise de Belleforrière [6].
- François de Moreuil, fils des précédents, seigneur de Fresnoy, Raincheval, Tincques, Caumesnil, Bettencourt, Brucamp, marié avec Marie de Mairé, puis en 1574 avec Marie de Fléchin [7].
- Louis de Moreuil, fils du précédent et de sa première épouse, Marie de Mairé, fut seigneur de Cayeux. Il épousa en 1603 Barbe de Fontaines, fille de Jacques de Fontaines, seigneur de Ramburelles, Forceville, chevalier de l'Ordre du Roi, et de Gabrielle du Radde. Barbe de Fontaines se remaria avec Louis Gaillard, seigneur de Longjumeau, puis avec Charles de Bacouel. De son premier mariage, elle eut Charles de Moreuil, seigneur de Bettencourt, saint Ouen, Cayeux, mort sans alliance vers 1639, et Madeleine de Moreuil, dame de Bettencourt, Saint Ouen, Cayeux après son frère, mariée en 1640 avec Pierre de Martigny, puis en 1644 avec François des Friches Doria [8].
- Artus de Moreuil, mort après 1658 [9], fils de François de Moreuil et de sa seconde épouse, Marie de Fléchin, fut seigneur de Caumesnil, Tincques, Liomer, Brocourt, Bettencourt, Saint-Ouen, Brucamps, Planques, Villers-Bretonneux, gouverneur de Rue. Il épousa en 1615 Charlotte d’Hallewin, fille de Charles Maximilien d'Halluin, Bailli d'Amiens, gouverneur de Rue, sgr de Wailly, Goyencourt. et de Catherine du Gué. De ce mariage sont issus Alexandre de Moreuil, qui suit ; Alphonse de Moreuil, qui suivra ; François de Moreuil ; Louis de Moreuil ; Nicolas de Moreuil ; Marie de Moreuil, mariée avec François de Riencourt, seigneur d'Orival ; Catherine de Moreuil, religieuse à Compiègne ; Angélique de Moreuil ; Anne de Moreuil, mariée en 1646 avec François des Friches Doria (veuf de Madeleine de Moreuil) [10];
- Alexandre de Moreuil (+ 1696), fils aîné des précédents, chevalier, seigneur de Caumesnil, marié en 1654 avec Jacqueline Roger, fille de Nicolas Roger, valet de chambre de la Reine mère, et de Jacqueline Hotman, sans postérité [11]
- Alphonse de Moreuil dit « comte de Moreuil », frère du précédent, chevalier, seigneur de Liomer, Brucamps, Brocourt, premier écuyer du Prince de Condé, brigadier des armées du Roi, lieutenant général en Berry. Il épouse en 1676 Hélène Fouré de Dampierre, dame d'honneur de la Reine, fille de Charles Fouré, marquis de Dampierre, et de Marie de La Lande [1]. De ce mariage, une fille unique : Louise Françoise de Moreuil, mariée en 1695 avec Jean de Barbezières, comte de Chemerault, lieutenant général des armées du Roi [12].

## Pour approfondir